# Organisatie Oude Muziek
De Organisatie Oude Muziek produceert het jaarlijkse Festival Oude Muziek Utrecht en een landelijk concertseizoen, dit seizoen onder de naam oudemuziek (voorheen Netwerk Oude Muziek). Daarnaast geeft het elke drie maanden het Tijdschrift Oude Muziek uit.